# Pseudoliparis swirei
Pseudoliparis swirei je druh hlubokomořských ryb z čeledi terčovkovitých, poprvé ulovený v roce 2014 a popsaný v roce 2017. Byla pozorována v Marianském příkopu v hloubce 8187 metrů, což z ní činí nejhlouběji objevenou rybu. Živí se především korýši.